# Leo Nucci
Leo Nucci (Castiglione dei Pepoli, Bolonya, 16 d'abril de 1942) és un baríton italià, especialment reconegut en el repertori verdià i verista.

## Vida i càrrec
Leo Nucci va començar els seus estudis de cant amb Mario Bigazzi i va prosseguir amb Giuseppe Marchesi a Bolonya durant els anys 1959-68. Sent encara alumne de Marchesi va guanyar el concurs de cant de Spoleto el 1967. Va debutar llavors en escena, com Fígaro a Il barbiere di Siviglia de Rossini. Tanmateix, no va començar com a solista sinó que va formar part del cor de La Scala de Milà. Va continuar estudiant amb el mestre Ottoviano Bizzani a Milà. Va guanyar el 1973 un altre concurs, el Concours de Vercelli, i va tornar a debutar com a solista, interpretant el rol titular de Rigoletto de Verdi.
El 1976 va debutar a La Scala amb gran èxit, de nou en el paper de Fígaro. En els anys següents va debutar als principals teatres d'òpera del món, incloent-hi Royal Opera House, Covent Garden a Londres on va acudir el 1978, en l'òpera Luisa Miller de Verdi; l'Òpera de l'Estat de Viena. El gener de 1980 va debutar al Liceu de Barcelona amb el paper d'Enrico de Lucia di Lammermoor. Pocs mesos després es presentava al Metropolitan Opera de Nova York amb el paper de Renato d'Un ballo in maschera.
Ha col·laborat amb pràcticament tots els directors d'orquestra destacats.

## Veu i repertori
La seva veu és un ferm instrument capaç d'una destacada projecció dramàtica. És forta, de timbre fosc, i gran expressió, el que ha determinat que sobretot destaqui als grans papers de Verdi per a baríton. L'efecte de les seves interpretacions sobre l'escenari es veuen reforçats per la seva immensa presència escènica i credibilitat interpretativa.
El seu repertori assoleix més de 45 papers, incloent-hi la major part dels rols de baríton de Donizetti i Verdi. Els seus papers més destacats són el de Rigoletto, Fígaro a El barber de Sevilla, Doctor Malatesta en Don Pasquale de Donizetti, el comte de Lluna a Il trovatore de Verdi, Iago a Otello de Verdi. També ha interpretat òperes de Bellini i de compositors veristes.
El gener de 2016 va cantar com a Rigoletto al Teatro alla Scala de Milà amb Nadine Sierra com a Gilda.

## Curiositats
Està casat amb la soprano Adriana Anelli, i té una filla anomenada Cinzia.
El 23 de juny de 2009 va ser la primera persona a fer un bis al Teatre Real de Madrid.

## Premis i distincions
Leo Nucci ha rebut, al llarg de la seva carrera, gran nombre de condecoracions i premis. Els més importants són: 
- El 1992: Grande Ufficiale della Repubblica italiana.
- El 1996: Cantant de cambra ("Kammersänger") de l'Òpera Nacional de Viena.
- El 2000: Ambaixador de Bona voluntat de la Unicef per Itàlia.
- El 2002: Chevallier de l'Ordre de les Arts i les Lletres, pel Ministeri de cultura de la República Francesa.
- El 2004: Membre honorari de l'Òpera Nacional Vienesa, rebent l'anell d'honor.
- El 2004: 24è Premi Caruso.

## Discografia (seleccionada)

### Recitals
- Leo Nucci-Verdi Arias (1983)
- Leo Nucci-Belcanto Arias (1988)
- Leo Nucci-Parlami d'amore (1990)
- Leo Nucci-Opera Arias (1997)
- Leo Nucci-Parlami d'amore (1999)

### Òperes
- Enregistraments destacats per la Guia Penguin, en els quals ha participat Leo Nucci, són:
  - Rossini: Il viaggio a Reims, amb Ricciarelli, Terrani, Cuberli, Gasdia, Araiza, Giménez, Raimondi, Dara, Cor Filarmònic de Praga, Orquestra de Cambra d'Europa, dirigits per Claudio Abbado.
  - Verdi: La Traviata, amb Gheorghiu, Lopardo, Cor i Orquestra de Royal Opera House, Covent Garden, dirigits per Georg Solti, Londres.
- Enregistraments dels seus rols destacats:
  - Donizetti: Doctor Malatesta a Don Pasquale, enregistrament dirigit per Riccardo Muti, amb S. Bruscantini, M. Freni, G. Winbergh, Cor Ambrosian Opera, Orquestra Philharmonia (Emi, 1983).
  - Rossini: Fígaro a El barber de Sevilla, l'ha gravat dues vegades, destacant la dirigida per G. Patanè, amb W. Matteuzzi, Cecilia Bartoli, Paata Burchuladze, E. Fissore, Orquestra i cor del Teatre Comunals di Bologna (Decca, 1989).
  - Verdi: Rigoletto, enregistrament dirigit per Riccardo Chailly, amb Luciano Pavarotti, June Anderson, Nicolai Ghiaurov, Shirley Verrett, Vitalba Mosca, Natale de Carolis, Roberto Scaltriti, Piero de Palma, Carlo de Bortoli, Anna Caterina Antonacci, Marilena Laurenza, Orazio Mori, Cor i Orquestra del Teatre Comunale de Bolonya (London/Decca, 1989).
  - Verdi: el comte de Lluna en Il trovatore, amb direcció de R. Muti, amb Savatore Licitra, Barbara Frittolo, Violetta Urmana, Giorgio Giuseppini, Ernesto Gavazzi, Tiziana Tramonti, Francesco Biasi i Ernesto Panariello, Cor i orquestra del Teatre alla Scala (Sony Classical, 2002).
  - Verdi: Iago en Otello, dirigit per sir Georg Solti, amb Luciano Pavarotti, Dame Kiri Te Kanawa, Anthony Rolfe Johnson, Dimitri Kavrakos, Alan Opie, Elzbieta Ardam, John Keyes, Richard Cohn, Cor i Orquestra Simfònics de Chicago (London/Decca, 1991).
- Altres enregistraments:
  - Donizetti: Belcore a L'Elisir d'Amore, gravat en tres ocasions: una amb direcció de James Levine, amb Kathleen Battle, Luciano Pavarotti, E. Dara, Orquestra i Cor del Metropolitan de Nova York (Decigram, 1989); altra dirigida per Claudio Scimone, amb Katia Ricciarelli, Josep Carreras, D. Trimarchi, Orquestra i Cor de la Rai de Torí (Philips, 1984; i una més amb la direcció d'Alfred Eschwé, acompanyat per Rolando Villazón, Anna Netrebko, Ildebrando d'Arcangelo i l'Orchester der Wiener Staatsoper (Virgin Classics, 2005-2006).
  - Umberto Giordano: Gérard a Andrea Chénier, amb direcció de R. Chailly, amb Luciano Pavarotti, Montserrat Caballé, K. Kuhlmann, Christa Ludwig, T. Krause, Cor de la Welsh Nacional Opera, National Philharmonic Orchestra (Decca, 1984).
  - Verdi: Macbeth, rol titular en l'enregistrament dirigit per R. Chailly, amb S. Verrett, V. Lucchetti, Samuel Ramey, Orquestra del Teatre comunals de Bolonya (Decca, 1986).
  - Verdi: Rodrigo en Don Carlo, en l'enregistrament dirigit per C. Abbado, amb Plácido Domingo, Katia Ricciarelli, Ruggiero Raimondi, L. Valentín-Terrani, N. Ghiaurov, Orquestra i cor del Teatre La Scala de Milà, versió en francès en cinc actes (Decigram, 1984).
  - Verdi: Carlos a Ernani, en l'enregistrament dirigit per Richard Bonynge, amb Luciano Pavarotti, Dame Joan Sutherland, Paata Burchuladze, Linda McLeod, Richard Morton i Alastair Miles, amb el Cor i Orquestra de la Welsh National Opera (London/Decca, 1998).
- Enregistraments audiovisuals:
  - Macbeth (1987), pel·lícula franco-belga, dirigida per Claude d'Anna, amb Shirley Verrett, Samuel Ramey, Johan Leysen, Veriano Luchetti i Philippe Volter.
  - Il Barbiere di Siviglia (1989), producció nord-americana per a televisió, dirigida per Brian Large, amb Rockwell Blake, Enzo Dara i Kathleen Battle.
  - Rigoletto (2001), producció italiana per a televisió, dirigida per Pierre Cavassilas, amb Aquiles Machado i Inva Mula.